# Ministre de la Protection sociale (Irlande)
Le ministre de la Protection sociale (anglais : Minister for Social Protection, irlandais : An tAire Cosanta Sóisialta) est le ministre chargé du département de la Protection sociale en Irlande. 
L'actuel ministre est Dara Calleary depuis le 23 janvier 2025.

## Ministres
| Ministre de la Protection sociale (1947–1997)                               |                             |                   |                   |       |                     |
| No.                                                                         | Noé                         | Mandat            | Mandat            | Parti | Parti               |
| 1.                                                                          | *James Ryan (1er mandat)    | 22 janvier 1947   | 18 février 1948   |       | Fianna Fáil         |
| 2.                                                                          | William Norton              | 18 février 1948   | 14 juin 1951      |       | Labour Party        |
|                                                                             | *James Ryan (2e mandat)     | 14 juin 1951      | 2 juin 1954       |       | Fianna Fáil         |
| 3.                                                                          | Brendan Corish (1er mandat) | 2 juin 1954       | 20 mars 1957      |       | Labour Party        |
| 4.                                                                          | Paddy Smith                 | 20 mars 1957      | 27 novembre 1957  |       | Fianna Fáil         |
| 5.                                                                          | *Seán MacEntee              | 27 novembre 1957  | 12 octobre 1961   |       | Fianna Fáil         |
| 6.                                                                          | Kevin Boland (1er mandat)   | 12 octobre 1961   | 16 novembre 1966  |       | Fianna Fáil         |
| 7.                                                                          | Joseph Brennan (1er mandat) | 16 novembre 1966  | 2 juillet 1969    |       | Fianna Fáil         |
|                                                                             | Kevin Boland (2e mandat)    | 2 juillet 1969    | 6 mai 1970        |       | Fianna Fáil         |
|                                                                             | Joseph Brennan (2e mandat)  | 6 mai 1970        | 14 mars 1973      |       | Fianna Fáil         |
|                                                                             | *Brendan Corish (2e mandat) | 14 mars 1973      | 5 juillet 1977    |       | Labour Party        |
| 8.                                                                          | *Charles Haughey            | 5 juillet 1977    | 12 décembre 1979  |       | Fianna Fáil         |
| 9.                                                                          | *Michael Woods (1er mandat) | 12 décembre 1979  | 30 juin 1981      |       | Fianna Fáil         |
| 10.                                                                         | *Eileen Desmond             | 30 juin 1981      | 9 mars 1982       |       | Labour Party        |
|                                                                             | *Michael Woods (2e mandat)  | 9 mars 1982       | 14 décembre 1982  |       | Fianna Fáil         |
| 11.                                                                         | *Barry Desmond              | 14 décembre 1982  | 14 février 1986   |       | Labour Party        |
| 12.                                                                         | Gemma Hussey                | 14 février 1986   | 10 mars 1987      |       | Fine Gael           |
|                                                                             | Michael Woods (3e mandat)   | 10 mars 1987      | 13 novembre 1991  |       | Fianna Fáil         |
| 13.                                                                         | Brendan Daly                | 13 novembre 1991  | 11 février 1992   |       | Fianna Fáil         |
| 14.                                                                         | Charlie McCreevy            | 11 février 1992   | 12 janvier 1993   |       | Fianna Fáil         |
|                                                                             | *Michael Woods (4e mandat)  | 12 janvier 1993   | 15 décembre 1994  |       | Fianna Fáil         |
| 15.                                                                         | Proinsias De Rossa          | 15 décembre 1994  | 26 juin 1997      |       | Gauche démocratique |
| Ministre des Affaires sociales, communautaires et de la Famille (1997–2002) |                             |                   |                   |       |                     |
| No.                                                                         | Nom                         | Mandat            | Mandat            | Parti | Parti               |
| 16.                                                                         | Dermot Ahern                | 26 juin 1997      | 17 juin 2002      |       | Fianna Fáil         |
| Ministre des affaires sociales et familiales (2002–2010)                    |                             |                   |                   |       |                     |
| No.                                                                         | Nom                         | Mandat            | Mandat            | Parti | Parti               |
| 17.                                                                         | Mary Coughlan               | 17 juin 2002      | 29 septembre 2004 |       | Fianna Fáil         |
| 18.                                                                         | Séamus Brennan              | 29 septembre 2004 | 14 juin 2007      |       | Fianna Fáil         |
| 19.                                                                         | Martin Cullen               | 14 juin 2007      | 7 mai 2008        |       | Fianna Fáil         |
| 20.                                                                         | Mary Hanafin                | 7 mai 2008        | 23 mars 2010      |       | Fianna Fáil         |
| Ministre de la Protection sociale (2010–2017)                               |                             |                   |                   |       |                     |
| No.                                                                         | Nom                         | Mandat            | Mandat            | Parti | Parti               |
| 21.                                                                         | Éamon Ó Cuív                | 23 mars 2010      | 9 mars 2011       |       | Fianna Fáil         |
| 22.                                                                         | Joan Burton                 | 9 mars 2011       | 6 mai 2016        |       | Labour Party        |
| 23.                                                                         | Leo Varadkar                | 6 mai 2016        | 14 juin 2017      |       | Fine Gael           |
| Ministre de l'Emploi et de la Protection sociale (2017–2020)                |                             |                   |                   |       |                     |
| No.                                                                         | Nom                         | Mandat            | Mandat            | Parti | Parti               |
| 24.                                                                         | Regina Doherty              | 14 juin 2017      | 27 juin 2020      |       | Fine Gael           |
| 25.                                                                         | Heather Humphreys           | 27 juin 2020      | 21 octobre 2020   |       | Fine Gael           |
| Ministre de la Protection sociale (depuis 2020)                             |                             |                   |                   |       |                     |
| No.                                                                         | Nom                         | Mandat            | Mandat            | Parti | Parti               |
| 25.                                                                         | Heather Humphreys           | 21 octobre 2020   | 23 janvier 2025   |       | Fine Gael           |
| 26.                                                                         | Dara Calleary               | 23 janvier 2025   | en cours          |       | Fianna Fáil         |

Un astérisque (*) indique les ministres qui ont détenu simultanément les portefeuilles Santé et Bien-être social.